# Inundació

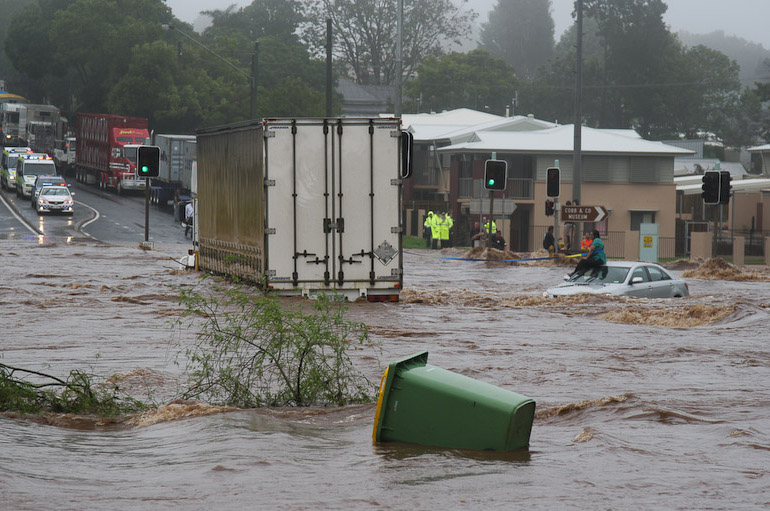
Inundacions sobtades a Toowoomba (Queensland, Austràlia) causades per fortes pluges que caigueren en un curt període.

Una inundació (també riuada o popularment pantanada, segons la causa de la inundació), és un desbordament d'aigua a conseqüència de fortes pluges o del trencament (natural o no) d'alguna contenció o embassament d'aigua. En concret, una inundació és un desbordament d'una extensió d'aigua que submergeix la terra. La Directiva europea defineix una inundació com una coberta temporal d'aigua de la terra que en temps normals no estan coberts d'aigua. En el sentit de "aigua que corre", la paraula també es pot aplicar a l'entrada de la marea. Les inundacions poden derivar del volum d'aigua dins d'un cos d'aigua, com un riu o llac, que es desborda o trenca els dics, de manera que part de l'aigua s'escapa dels seus límits habituals.
Hi ha moltes zones del món on les pluges es distribueixen de manera molt irregular i quan les pluges són fortes durant períodes molt seguits es produeixen els desbordaments dels rius o dels pantans. Encara que les inundacions han estat comunes al llarg de la història, alguns científics asseguren que recentment s'han incrementat, en primer lloc, per la modificació del discurs normal de rius i torrents, per les activitats urbanístiques humanes (ciutats i carreteres), i, en segon lloc, pel canvi climàtic.
Paradoxalment, les zones amb inundacions freqüents són aquelles que són més fèrtils per a l'agricultura, ja que les inundacions fan estendre els fangs rics en minerals i matèries orgàniques, a conseqüència de la força de l'aigua.
En el camp de la prevenció, l'ús de preses i la canalització dels rius i torrents són algunes de les mesures fonamentals per tal d'evitar que les inundacions afectin la població civil.

## Causes habituals

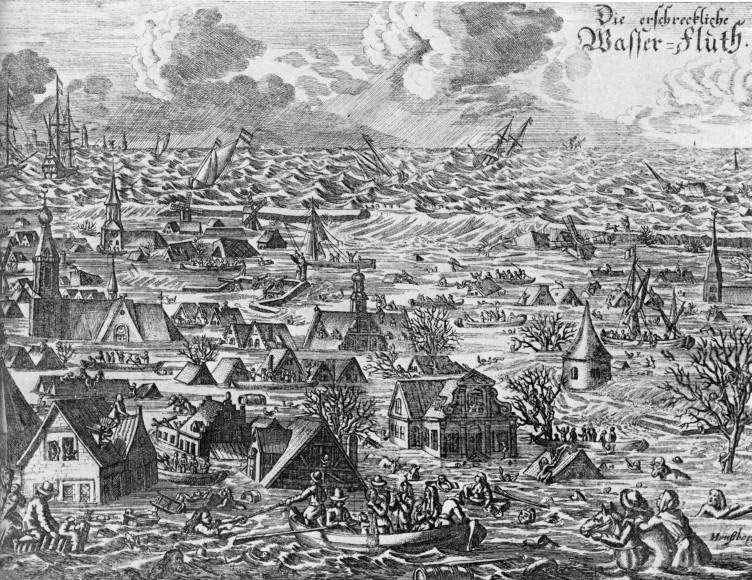
Quadre contemporani sobre les inundacions de Burchardi que van afectar la costa d'Alemanya i Dinamarca al mar del Nord la nit entre el 11 i 12 octubre de 1634.

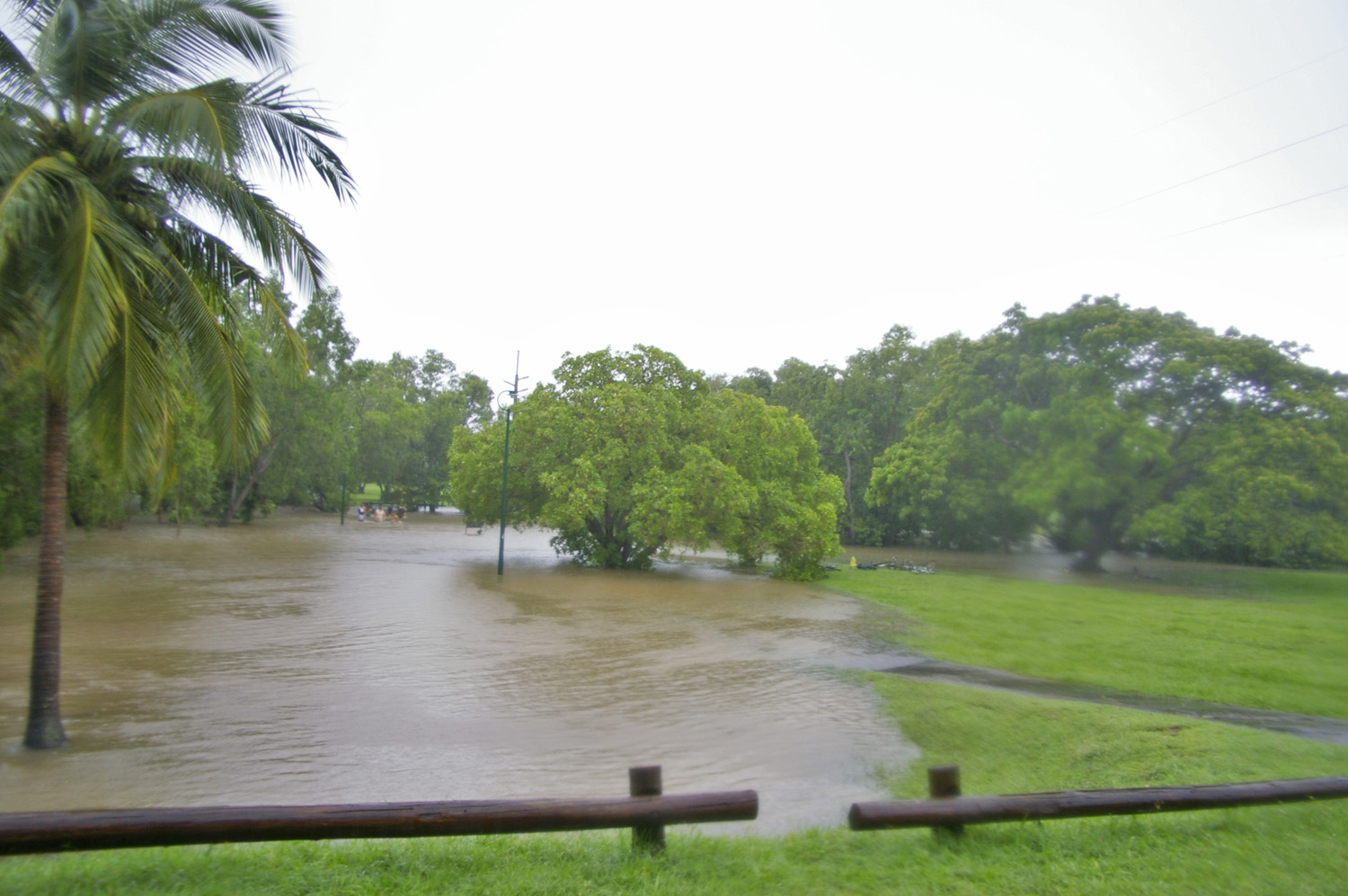
Desbordament d'un riu a causa de les fortes pluges monsòniques i la marea alta a Darwin i al Territori del Nord, a Austràlia.

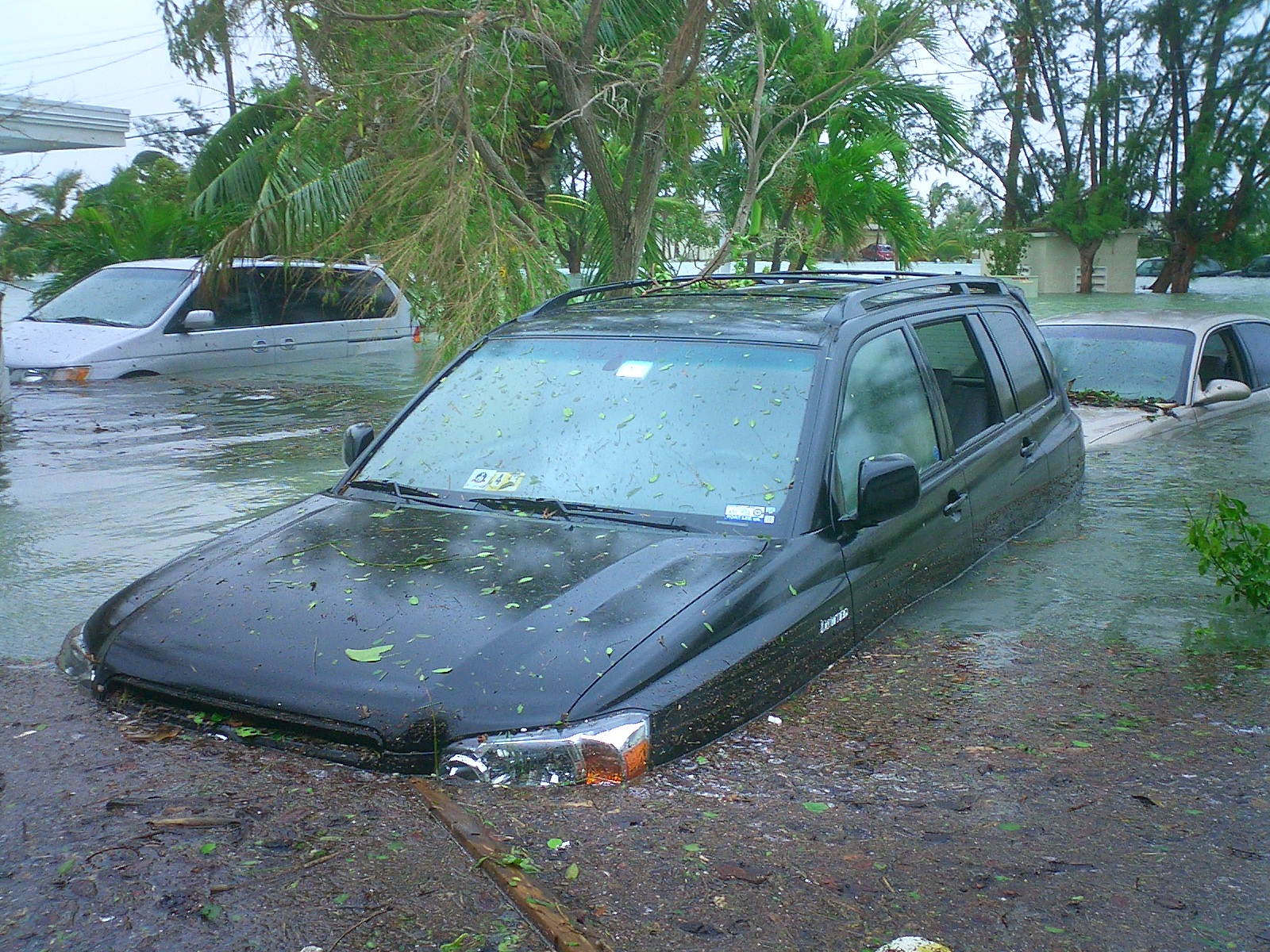
Inundacions prop de Key West, a l'estat de Florida, a causa de les marees provocades per l'huracà Wilma l'octubre de 2005.

La principal causa de les inundacions fluvials solen ser les pluges intenses que, depenent de la regió, es produeixen en funció de l'acció de diversos factors meteorològics i naturals. A més de les pluges hi ha altres factors com poden ser l'aparició de vents molt forts, de grans nevades i, fins i tot, fenòmens sísmics que provoquen tsunamis devastadors.
Les inundacions no són alienes a l'ocupació del sòl. El cabal hidràulic dels rius al llarg dels anys normalment és molt variable. En efecte, la hidrologia estableix per als rius una gamma de cabals màxims associats al temps de retorn. Generalment les poblacions locals, quan fa molt de temps que es troben assentades en el lloc té coneixement de les àrees ocupades per les avingudes del riu, i d'aquesta manera respecten l'espai inundable i es poden evitar les inundacions dels centres poblats. El risc d'inundació s'incrementa respecte de la situació natural amb els canvis a la coberta vegetal de la conca i la reducció de la capacitat de desguàs d'una llera per la seva ocupació total o parcial amb edificis, terrenys agrícoles, ponts, guals, o altres construccions, a més, un cop s'ha produït el desbordament, el moviment de l'aigua a la zona de inundació no només serà condicionat per la topografia del terreny, sinó també per actuacions humanes: des d'una petita tàpia fins a la posició dels sistemes de drenatge transversal duna carretera.
A l'àrea mediterrània es dona el fenomen de la gota freda, que és un embossament d'aire a molt baixa temperatura en les capes mitjanes i altes de l'atmosfera que, en xocar amb l'aire càlid i humit que puja del mar, provoca intenses precipitacions i la posterior inundació.
A l'Àsia oriental la principal causa de les crescudes fluvials són les pluges torrencials causades pel monsó, associades moltes vegades amb tifons. Es presenten a l'estiu i afecten àmplies zones entre les quals destaca el golf de Bengala, zona de major precipitació mitjana del globus.
Els huracans són una versió caribenya dels tifons, que assolen temporalment la regió del golf de Mèxic causant inundacions per les onades, de fins a vuit metres, associades als forts vents, i per les pluges intenses motivades per la mateixa baixa tèrmica. També les tempestes tropicals solen causar pluges molt fortes.
Unes pujades brusques de temperatura poden provocar les corresponents crescudes en els rius a causa de la ràpida fusió de les neus; aquest fenomen es produeix sobretot a la primavera, quan el desglaç és més gran, o després de nevades fortes en cotes inusuals. Després de l'onada de fred es fon la neu acumulada i poden presentar-se riuades.
Els sismes submarins o tsunamis són també una possible causa d'una inundació, ja que el sisme marí provoca una sèrie d'ones que es tradueixen en onades gegants que poden tenir efectes devastadors en les costes afectades. Aquestes catàstrofes se solen donar en la zona del Pacífic, on existeix una activitat sísmica més important.

## Principals efectes
Es poden distingir uns efectes més directes (efectes primaris), normalment es formen d'altres que se'n deriven (efectes secundaris).
Els principals efectes primaris són:
- Els danys físics en el terreny i en les infraestructures. Una inundació pot danyar qualsevol tipus d'estructura, incloent-hi ponts, vehicles, edificis, sistemes de clavegueram i carreteres, entre d'altres.
- Les morts. Les persones i el bestiar poden morir ofegats.

Els principals efectes secundaris són:
- Interrupció del subministrament d'aigua. A més es pot produir la contaminació de l'aigua i l'aigua potable escasseja.
- Aparició de malalties i epidèmies. Les condicions antihigièniques afavoreixen la propagació de malalties transmeses principalment a través de l'aigua. També pot provocar epidèmies que poden afectar molta gent.
- Destrossa de conreus i interrupció del subministrament d'aliments. Es fan malbé els cultius i es poden perdre collites senceres amb conseqüències sobre l'accés als aliments.[7] Tanmateix, un efecte positiu és que les terres baixes que hi ha al costats dels rius depenen dels sediments fluvials dipositats que arriben amb les inundacions per tal d'incorporar nutrients a la terra local.
- Destrucció d'arbredes. Les espècies d'arbres i plantes no tolerants a la immersió en aigua poden morir d'asfíxia.[8]

Finalment, es produeixen uns efectes a llarg termini com són les conseqüències en l'economia a causa dels costos en la reconstrucció, l'escassetat d'aliments que comporta un augment de preus, la disminució temporal en el turisme, etc.

## Defenses, planejament, i gerència de la inundació
Des del començament del Neolític, quan va començar el sedentarisme i, per tant, ocupació de zones planes costaneres o en les valls fluvials, l'home s'ha trobat amb el repte de fer front a les inundacions. En Egipte i Mesopotàmia ja es van construir importants defenses fluvials com dics, canals per desviar les aigües i millora de les lleres en els entorns urbans. Les obres hidràuliques es van desenvolupar també en Grècia i Roma, tant per obtenir aigua per al consum com per evitar els riscos que comportaven els assentaments en entorns vulnerables. A la Xina la construcció de grans motes als rius ja es feia al segle xii de manera que s'intentava fer front a les avingudes del Monsó. També a Espanya destaquen des de l'edat mitjana la construcció de motes i embassaments que regulen els rius.
Actualment les defenses contra les inundacions estan molt desenvolupades en els països desenvolupats. Els sistemes de prevenció es basen en dics, motes, barreres metàl·liques, embassaments reguladors i millora de la capacitat de desguàs de les lleres fluvials. També els sistemes d'alerta davant de situacions perilloses estan molt desenvolupats per mitjà de la predicció meteorològica, l'observació dels aforaments fluvials que determinen una alerta hidrològica i els sistemes de detecció de tsunamis.
La defensa contra les inundacions marines provocades per les marees està molt desenvolupada en els Països Baixos on una xarxa de dics regulen les aigües tant interiors com exteriors. També Venècia i Londres compten amb defenses similars. Els embassaments reguladors són molt nombrosos a les regions de clima mediterrani com Califòrnia i el sud d'Europa i serveixen per emmagatzemar aigua en temps de sequera i contenir les avingudes fluvials.
Altres actuacions han anat encaminades a allunyar el perill de les ciutats mitjançant el desviament de la llera fluvial dotant-lo al seu torn de major capacitat de desguàs, com a València o Sevilla. La canalització de rius, com el Rin o el Segura, són obres de major envergadura que han comportat un pla integral per a tota la conca (augment de la capacitat de desguàs, desviaments puntuals, reducció de meandres, construcció i ampliació d'embassaments, etc.) Algunes d'aquestes actuacions han estat controvertides pels seus efectes adversos, com l'eliminació de meandres al Rin que ha afavorit la major rapidesa en l'ona de crescuda i, per tant, la seva major virulència.
La legislació ha avançat molt prohibint l'edificació en zones perceptibles de ser inundades en un període de retorn de fins a 100 anys. L'àmplia cartografia ha permès conèixer quines són les zones de risc per a la seva posterior actuació en el terreny. La reforestació d'àmplies zones a la conca alta i mitjana dels rius també contribueix a minimitzar l'efecte de les fortes pluges i, per tant, de la posterior crescuda. No obstant queden zones de risc, bàsicament urbanitzades abans de les lleis protectores, algunes d'elles d'alt valor històric-artístic com Florència, que ja va patir una gran inundació en 1966.
En els països en desenvolupament dels sistemes tant de prevenció, com d'alerta i posterior actuació estan menys desenvolupats, com s'ha pogut veure en els successius tifons que han assolat Bangladesh o en el tsunami que ha arrasat diverses costes del sud-est asiàtic. Tot i així la cooperació internacional està afavorint actuacions que comportin una major seguretat per a la població en aquestes zones de risc.

## Inundacions històriques arreu del món
A la prehistòria es produïren grans inundacions en algunes zones, tal com testimonien les restes geològiques. Així, la formació de mars tancats com el Mediterrani o el Mar negre es deuen a moviments tectònics i canvis climàtics que inundaren aquestes zones extenses. La fi de l'edat de gel tingué conseqüències determinants en tot el globus amb la formació de nous llacs i mars en zones on anteriorment no hi eren.
Ja en temps més recents, hi ha un registre més ben documentat de grans inundacions arreu del món.

### Espanya

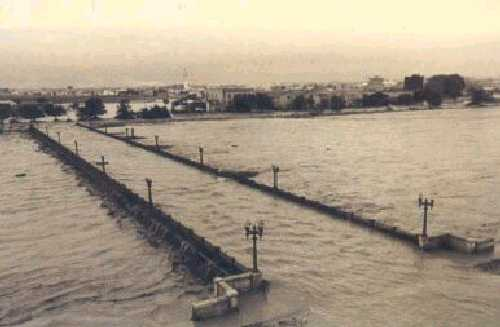
València anegada per la riuada de 1957.

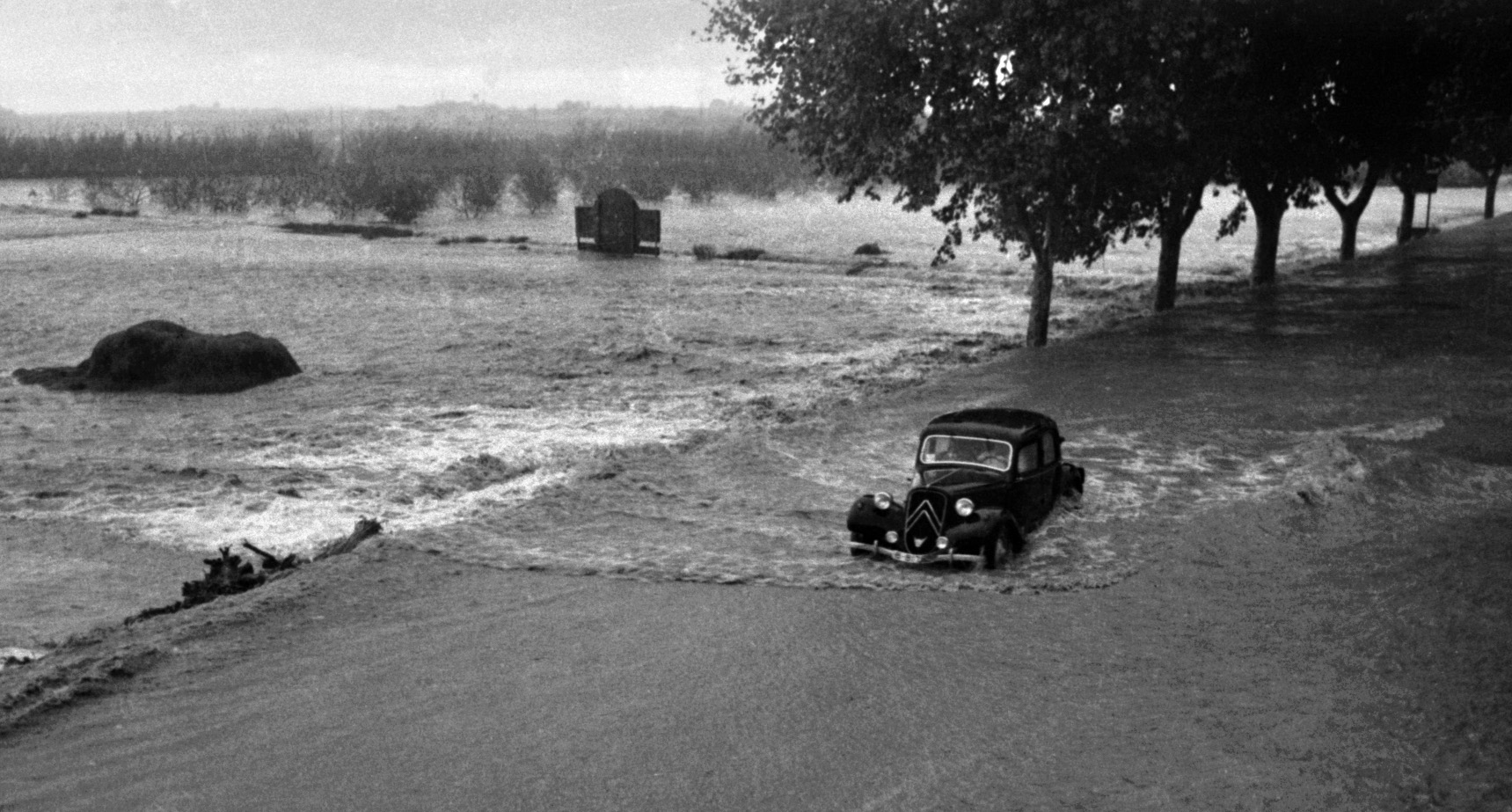
Gran riuada, Alginet, 1957

A Espanya les inundacions es concentren especialment la conca mediterrània, tot i que també se'n poden destacar algunes produïdes en altres zones de la península Ibèrica.
- 15 octubre 1879. Riuada de Santa Teresa, a la conca del Segura. Després de caure precipitacions molt abundants a Múrcia, Almeria i Alacant, amb quantitats que van superar els 600 mm/ha a la capçalera del Guadalentí, es va originar una crescuda del riu que va arribar als 1.890 m³/s a la capital murciana i que s'estima que va superar els 2.000 m³/s a Oriola. La inundació va arrasar la Vall del Guadalentí, l'Horta de Múrcia i el Baix Segura amb abundants pèrdues humanes i materials.
- Setembre 1926. Importants riuades a tot Catalunya. A destacar la del riu Brugent al seu pas per la vila d'Amer.[9]
- 14 octubre 1957. La Gran Riuada de València (La Gran Riuà), a les conques del Túria i Palància. El dia 13 es van produir precipitacions de més de 300 mm en bona part de les conques d'ambdós rius (361 mm a Bejís), que van continuar el dia 14 amb més de 100 mm. Es van originar dues onades de crescuda sobre València, la primera de 2.700 m³/s i amb una velocitat mitjana de 3,25 m/s, i la segona, més virulenta, de 3.700 m³/s i de 4,16 m/s, inundant la major part de la capital valenciana i encavalcant-se les seves aigües amb les del barranc del Carraixet abans d'arribar al mar. Per la seva banda el Palància va assolir els 900 m³/s i es va desbordar al pas per Sagunt. Després d'aquesta riuada es va desviar el llit del Túria al sud de València dotant-lo d'una capacitat que es calcula en 5.000 metres cúbics per segon a més d'altres obres menors per a la regulació del riu.
- 25 setembre 1962. Inundacions a Catalunya, Balears i el nord del País Valencià. A Barcelona les fortes pluges van provocar el desbordament dels rius Llobregat i Besòs, arribant aquest últim als 3.000 m³/s, provocant més de 700 morts i també nombrosos danys en habitatges i infraestructures, sobretot en poblacions com Rubí, Terrassa i Sabadell. Les pluges van afectar Palma i Andratx. A Castelló, la rambla de la Vídua, afluent del riu Millars, va assolir els 1.500 m³/s depassant la presa de Maria Cristina, i abocant aigua uns 1,70 metres per sobre de la coronació de l'embassament.
- 19 octubre 1973. Riuada a les conques del Segura i Almanzora. Les precipitacions van superar 300 mm/24 h en àmplies zones de la capçalera del Guadalentí, fins i tot duplicar aquesta xifra. A la rambla Nogalte, de tan sols 139 km²; de conca, es van mobilitzar 1.974 m³ / s de cabal instantani, del qual 813 metres cúbics per segon es calcula com a aportació sòlida. El cabal del Guadalentí va ser 2.500 m³/s a Llorca. Això va originar el desastre a Puerto Lumbreras i Llorca amb més de 100 morts per l'esfondrament de cases i ponts. La crescuda va arribar al Segura afectant poblacions com Múrcia, Oriola i Rojals. També les províncies d'Almeria i Granada es van veure afectades, especialment la població de la Rábita, on la rambla d'Albunyol, amb una crescuda de 2.500 m³/s en una conca de només 120 km² va causar més de 40 morts i desapareguts. El pluviòmetre situat a Albunyol va registrar 600 mm (límit de la seva capacitat), concentrant-se el gruix de la precipitació en 8 hores.
- 20 octubre 1982. La pantanada de Tous, que va afectar la conca del Xúquer, a conseqüència de pluges torrencials al País Valencià i la Regió de Múrcia. Les pluges van superar els 100 mm en la major part de la conca del Xúquer, i els 600 mm en una àrea de 700 km² aigües amunt del pantà. Com a conseqüència de la gran afluència d'aigua i davant la impossibilitat d'alleujar cabals, i per raons d'errors en l'operació, la presa de Tous es va enfonsar la tarda del 20 d'octubre originant una crescuda de 16.000 metres cúbics per segon, la més gran registrada a Espanya (no hi ha registres d'abans de la Guerra Civil), arrasant les comarques de la Ribera Alta i la Ribera Baixa. En les poblacions més immediates al pantà, com a Gavarda, l'aigua va arribar al segon pis d'altura i en ciutats com Carcaixent o Alzira es van superar els 2 metres. Els morts van ser més de 30 i els danys materials van ser molt quantiosos. A Alacant van caure 220 mm en poques hores i va causar 2 morts, amb una crescuda de 400 m³/s a la rambla de les Ovelles i la inundació de la ciutat.
- 26 agost 1983. Les pluges més intenses de la història del País Basc, que van superar en alguns punts els 500 mm van provocar el desbordament del riu Nervión durant la Setmana Gran de Bilbao, provocant danys materials molt quantiosos i desenes de morts. Des de llavors el riu ha sofert diversos canvis per prevenir futures riuades, com ara la canalització a l'altura de la localitat de Basauri. També es va veure afectada una part de Guipúscoa, la pràctica totalitat de Biscàia i les localitats alabeses de Llodio i Amurrio.
- 5 novembre 1987. Aiguats a les conques del Xúquer, Serpis i Segura. Una gota freda va deixar abundants precipitacions al País Valencià i a la Regió de Múrcia, aconseguint rècords de pluja en 24 hores com van ser els 720 mm de Gandia, 377 mm de Dénia, 330 mm de San Javier, 316 mm d'Oriola o 120 mm de la ciutat de Múrcia. El Xúquer, sense el pantà de Tous, va aconseguir un cabal de 5.200 m³/s a Alzira, inundant tota la Ribera. A Gandia, on en tres dies la precipitació va rondar els 1.000 mm es va desbordar el Serpis així com el barranc de Beniopa, causant greus danys a la ciutat. Per la seva banda el Segura va superar els 1.000 m³/s a Oriola, aconseguint els 6,20 metres d'altura en el pont de Llevant. Les aigües es van estendre per tota la comarca anegant 20.000 hectàrees i hi va haver de volar part del mur del riu perquè desaigüessin al mar 8 hm³, que inundaven Almoradí i Sant Fulgenci. Després d'aquesta catàstrofe es van iniciar les obres de canalització i millora del riu Segura, així com millores en les preses i desviament d'afluents.
- 7 d'agost de 1996. Riuada del càmping de Biescas, al barranc d'Arás. Una gran tempesta va provocar intenses precipitacions i una riuada que, després d'un embassament accidental, va arrasar el càmping Las Nieves, provocant 87 víctimes mortals.

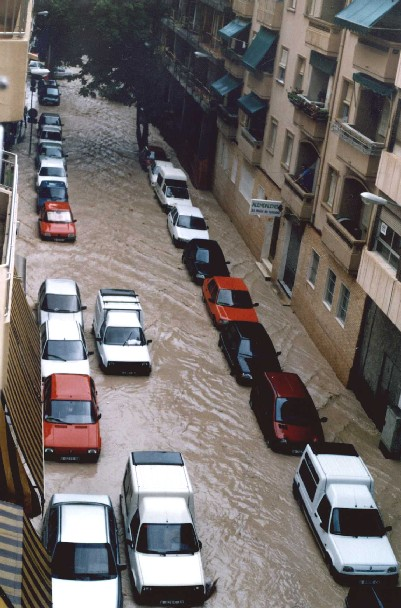
El carrer Arquitecte Morell d'Alacant el 30 de setembre de 1997.

- 30 de setembre de 1997. La gota freda torna a provocar inundacions al País Valencià i a la Regió de Múrcia. La situació més crítica es va viure a Alacant on van caure 270 mm al matí, 156 mm en només una hora i van morir quatre persones. La inundació va ser general però va afectar especialment a les zones on els barrancs havien desaparegut pel procés urbanitzador, com a Sant Agustí, La Goteta, L'Albufereta i el centre de la ciutat, on desguassen tres d'ells. A la platja de Sant Joan l'aigua es va estancar i va estar dies aïllada i Sant Gabriel es va estalviar la inundació en estar canalitzada la rambla de les Ovelles que va arribar a 100 m³/s. Les pluges van afectar també a la conca del Xúquer, especialment a poblacions de la Costera i la Vall d'Albaida, com Moixent i Bocairent, i es va registrar una forta crescuda aigües avall que va originar petits desbordaments del riu en Alberic. La crescuda del Segura va ser menor, però va arribar a 3,70 m a Oriola i 4,25 m en Rojales.[10]

- 5 de novembre de 1997. Inundacions a Badajoz i Valverde de Leganés. La sobtada crescuda de dos petits afluents del Guadiana va provocar la mort de diverses persones, així com greus i abundants pèrdues materials i econòmiques. A més de la capital, la resta de la província també es va veure afectada per les fortes pluges que van ocasionar en alguns punts el desbordament del Guadiana.

- Octubre de 2000. Pluges torrencials en el vessant mediterrani que van afectar Catalunya, País Valencià, Regió de Múrcia i a les províncies de Terol, Albacete i Almeria, causada per una gota freda de grans dimensions. Les precipitacions van superar els 250 mm en qualsevol punt de la província de Castelló i van superar els 500 mm en diferents localitats d'aquesta província i la de València. Les pluges van originar importants avingudes en gairebé tots els rius des de Tarragona fins a Almeria, però especialment greu va ser la situació en el riu Millars, on la presa de Maria Cristina i el seu afluent la rambla de la Vídua, es va desbordar i va poder haver-se trencat per un forat que es va obrir a la base. També hi va haver importants danys a Vinaròs, on es va desbordar el riu Cérvol, i en Morella amb una important crescuda del riu Bergantes que va afectar també a l'Ebre. A l'àrea metropolitana de València no plovia tant des de 1957 i es va poder comprovar l'efectivitat del nou llit del Túria. A la regió de Múrcia les pluges van ser generalitzades i van afectar sobretot a Cartagena i el Mar Menor, amb diversos morts per la crescuda de les rambles. El Segura, a causa de les pluges aigües avall dels principals pantans, va aconseguir a Oriola 4,70 mi a Rojales 4,44 m amb un cabal no conegut des de 1987, però sense perill de desbordar-se.[11]

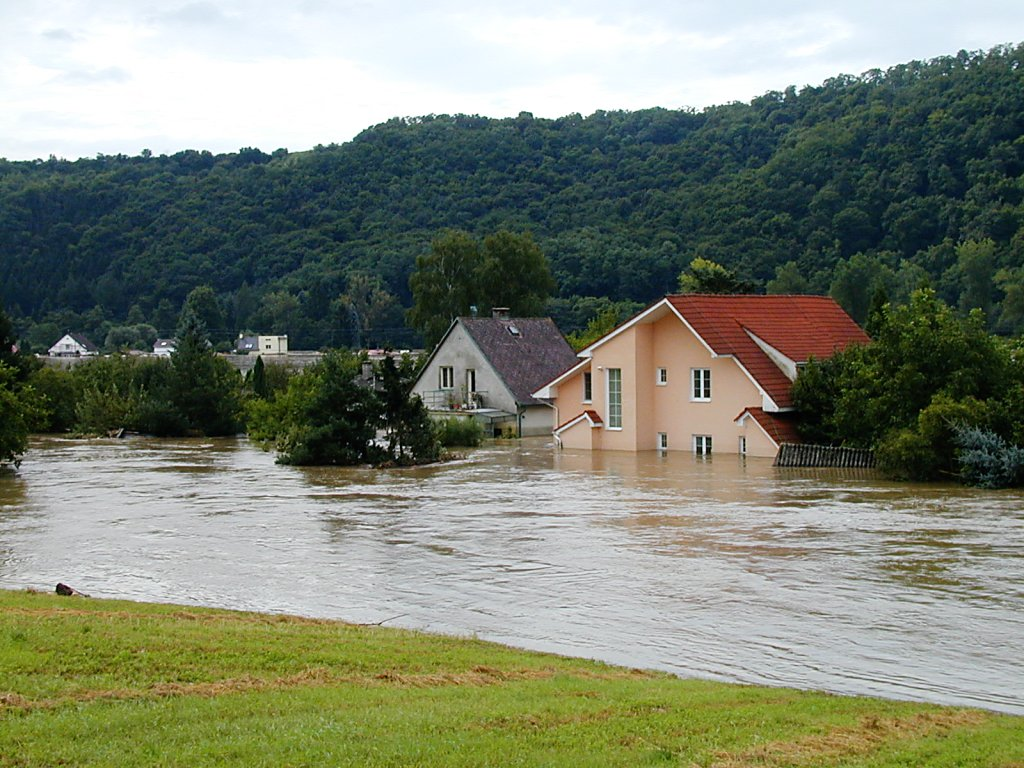
El riu Berounka (República Txeca, es va desbordar durant les inundacions del i cases com aquestes de Hlásná Treba, al Districte de Beroun, es van inundar.

### Europa
A França:
- 28 gener 1910. La inundació de París. Des de finals de desembre de 1909 les precipitacions, moltes d'elles en forma de neu, van ser molt superiors al normal en tota la conca del Sena, arribant a 160 mm en alguns punts. Un altre factor va ser la coincidència dels pics de crescuda del Sena, Marne, Yonne, Aube i altres rius de menor envergadura. El 23 va començar el Sena a desbordar a París amb un cabal punta, el 28 de 2.400 m³/s i una alçada de 8,62 m en el pont d'Austerlitz, la segona crescuda més forta des del segle xvi, després de la del 27 de febrer de 1658 (8,96 m). Es van inundar 500 ha tan sols a la capital francesa afectant 150.000 persones i negant zones com Notre-Dame de París, els Camps Elisis o la torre Eiffel.[12][13][14]
- 3 de març de 1930. Inundacions a la conca de la Garona i el seu principal afluent, el Tarn. Les fortes pluges van provocar una avinguda del Tarn a Montauban de 6.100 m³/s i de 8.000 m³/s en la seva confluència amb la Garona, i a Moissac l'aigua circulà pels carrers a una alçada de 6 a 7 m. Aquesta riuada va provocar 200 víctimes mortals, va inundar 30.000 ha i destruir 3.000 habitatges i 11 ponts. A Tolosa el desbordament de la Garona va causar 171 morts.[15]
- 17 d'octubre de 1940. Inundacions al Rosselló, França. Les pluges torrencials van superar els 1000 mm i això va causar una gran allau d'aigua als rius Aglí, Tet i Tec, de curt recorregut i un fort pendent, que van baixar amb força des dels Pirineus i inundaren la plana rossellonesa. El desastre va causar la mort de 50 persones i les riuades van destruir 43 ponts.[16]

A altres llocs d'Europa:
- Agost de 2002 a l'Europa Central. Inundacions que van afectar principalment a les conques de l'Elba i del Danubi, a Alemanya, Àustria, República Txeca, Eslovàquia, Hongria, Croàcia i Romania. A Praga el riu Moldau, afluent de l'Elba, va arribar al màxim històric de 5.000 m³/s inundant bona part del centre històric i el metro. A Dresden, l'Elba va aconseguir el nivell rècord que datava de 1845, afectant bona part de la ciutat. El Danubi es va desbordar a Passau, Alemanya, i encara que la crescuda va ser molt forta no va causar danys importants.[17]

- 4 novembre 1966 a Itàlia. Alluvione de 1966, a les regions italianes del Vèneto i Toscana. Les pluges en menys de 24 hores van ser de més de 400 mm a la capçalera de l'Arno i de 190 mm a Florència el que va provocar la major crescuda d'aquest riu que es va xifrar en 3.540 m³/s a Rosano i 4.500 m³/s a la capital toscana. Les aigües van envair el centre històric florentí aconseguint més de 5 metres d'alçada en alguns punts com a la Piazza de la Santa Croce, causant greus danys, sobretot al Ponte Vecchio. La ciutat de Pisa va patir també el desbordament del riu. Un altre focus plujós important es va localitzar més al nord, a la regió del Vèneto.[18]

- 1 febrer 1953 als Països Baixos. La gran Inundació dels Països Baixos del 1953, a les províncies de Zelanda i Holanda del Sud. Una combinació de marea viva amb una severa tempesta del nord-oest va provocar el trencament de nombrosos dics i una gran inundació que va costar la vida a més de 1.835 persones, així com nombrosos caps de bestiar.[19] A partir d'aquest desastre es van iniciar els treballs del Pla Delta.

### Amèrica

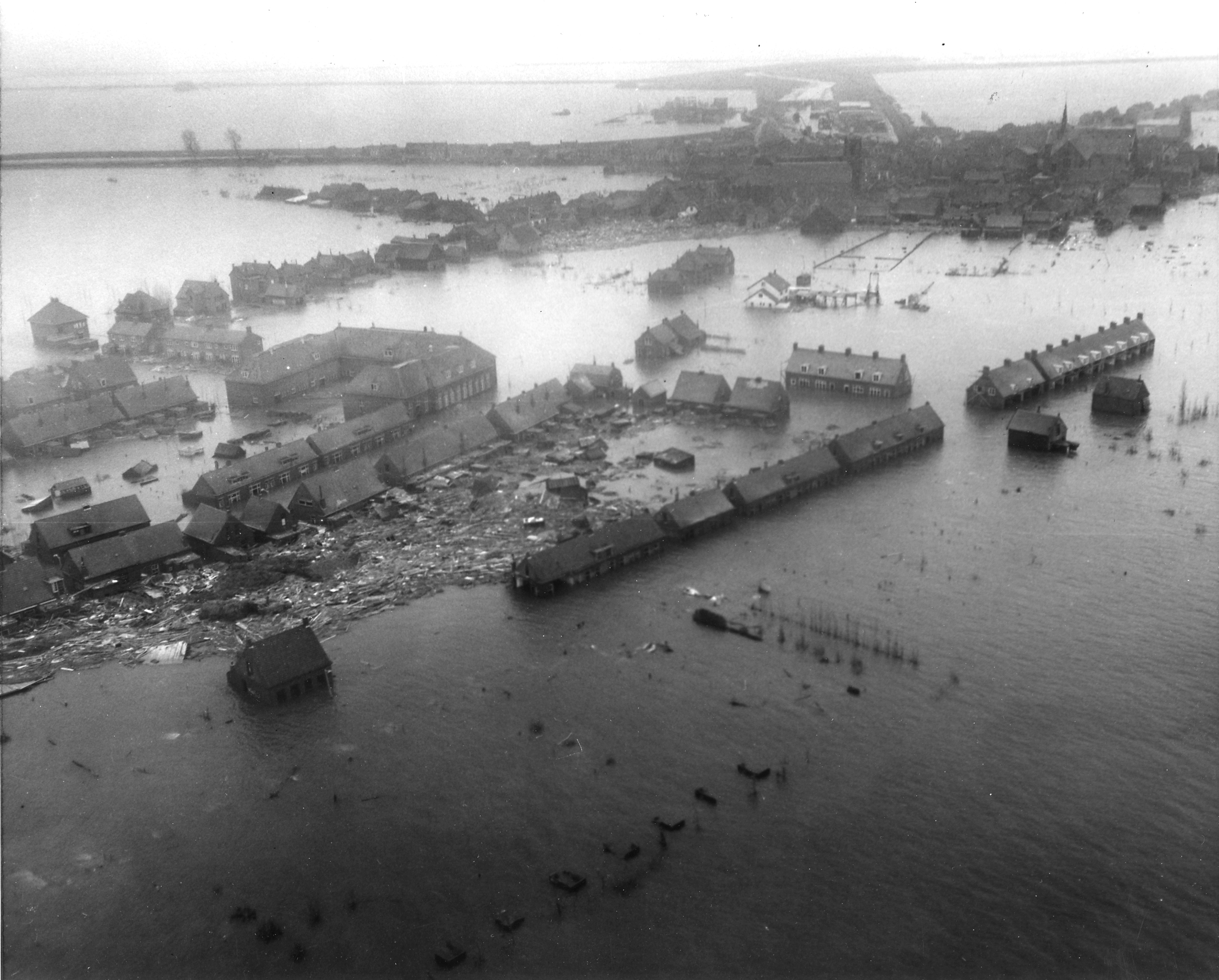
Fotografia aèria de Oude-Tonge presa per un helicòpter de l'Exèrcit dels Estats Units.

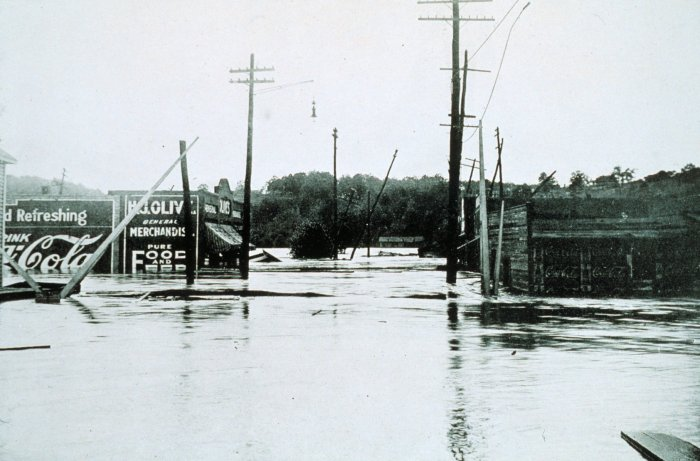
Inundacions a Asheville, Carolina del Nord, el juliol de 1916.

- 1927 Inundació del Mississipi de 1927[20]
- 1959. Les inundacions d'abril de 1959 a Uruguai, les més grans i perjudicials de la història d'aquest país.
- 1972. L'huracà Agnes va causar 122 morts, la majoria per les crescudes dels rius a Nova York i Pennsilvània.
- 13 de novembre de 1985. La tragèdia d'Armero, a Colòmbia, va ser una allau d'aigua i fang provocada pel desglaç del Nevado del Ruiz, ocasionat per una erupció volcànica, provocant la destrucció total de la ciutat d'Armero amb 25.000 morts entre els quals hi havia una nena, Omayra Sánchez, de la que es van retransmetre per televisió unes imatges tràgiques que arribaren arreu del món.[21]
- 1993. La gran inundació de 1993 als EUA ha estat el major desastre hidrològic, després de les catastròfiques inundacions de la dècada de 1930. Es va produir el desbordament del riu Mississipi, que succeeix unes tres o quatre vegades al segle.
- 1995. Catastròfica inundació del 7 d'abril de 1995 a Pergamino, Argentina. El 60% de la ciutat de 90.000 habitants al nord de la província de Buenos Aires van patir un meteor de 110 mm per hora durant 3 hores, matant a 3 persones i havent-ne d'evacuar 13.000.
- 1997-1998. Un fenomen excepcional de El Niño va causar importants inundacions a la costa equatoriana i en la costa peruana. També va créixer el riu Paraná, causant moltes pèrdues a la província de Corrientes, a l'Argentina.
- 1999. El desembre succeí la tragèdia de Vargas, a Veneçuela, per les intenses pluges a mitjans d'aquest mes, que van ocasionar esllavissades als vessants septentrionals de la Serralada de l'Àvila. Es va produir la mort de desenes de milers de persones, milers de cases i edificis destruïts i uns 300.000 damnificats que van quedar sense llar.
- 2002. El 19 de febrer, a La Paz (Bolívia) un colossal núvol de més de 10 km d'altura va desencadenar, des de la part nord de la ciutat, una forta pluja que va inundar ràpidament el centre d'aquesta. Els carrers i avingudes es van convertir en veritables rius mortals, per la velocitat que va adquirir l'aigua producte del desnivell natural de la ciutat així com per la pedra acumulat que va contribuir a tapar els desguassos. Es van registrar 69 morts.
- 2003. El riu Salado (Nord de l'Argentina) es va desbordar i va cobrir gran part de la ciutat de Santa Fe.
- 2005. L'huracà Katrina va arrasar entre el 27 i el 31 agost 2005 Nova Orleans i altres ciutats costaneres dels estats de Louisiana i Mississipi, causant 1.619 morts. A Nova Orleans l'aigua va assolir els 9 metres en alguns barris i la ciutat va haver de ser totalment evacuada.
- 2007. La ciutat de Santa Fe (Argentina), després de quatre anys de l'anterior inundació, es va veure novament negada per les aigües, producte del canvi climàtic i la imprevisió i irresponsabilitat dels seus governants.[22] Les inundacions al nord de l'estat de Veracruz van ser de les més grans fins que van succeir les de Tabasco, les inundacions van ser causades pel desbordament del riu Panuco i devastar vastes hectàrees de terra.
- 2007. Inundació de Tabasco de 2007. L'estat mexicà de Tabasco va patir greus inundacions que van afectar el 80% del territori. Les causes van ser fortes pluges que van originar la major crescuda històrica en els rius Usumacinta i Grijalva i el desaiguament de les preses Peñitas i Malpaso ubicades en territori de Chiapas, estat veí de Tabasco que van negar cultius i ciutats, entre elles la capital de l'estat, Villahermosa on l'aigua va arribar als 4 metres en alguns carrers cal esmentar que era alta mar i el nivell del mar al delta era 1 m superior i que Tabasco és dels pocs estats que són pantanosos i que el nivell del mar és sota per un metre. Per a l'any 2008 abans de complir-se un any, diversos municipis de Tabasco (entre ells novament Villahermosa) van patir una altra inundació a causa del volum de pluja. Actualment el nivell dels rius estan disminuint.

### Àsia
- 26 de desembre de 2004. Tsunami a les costes de l'oceà Índic. Després d'un terratrèmol de magnitud 9,2 en l'escala de Richter amb epicentre a l'oest d'Indonèsia es va produir una onada de gran alçada (més de 30 m en algunes zones) que va arrasar les costes de Tailàndia, Indonèsia, Bangladesh, Sri Lanka, Índia i fins i tot països tan llunyans com Somàlia. La xifra de morts s'ha xifrat en unes 300.000 persones, amb molts desapareguts.

## Inundacions més mortíferes
La taula següent és un recull de les inundacions mundials que han deixat més víctimes mortals (més de 100.000 morts).
| Víctimes mortals    | Esdeveniment | Localització     | Data |
| ------------------- | --- | ---------------- | ---- |
| 2.500.000–3.700.000 | Inundacions de la Xina de 1931 | Xina             | 1931 |
| 900.000–2.000.000   | Inundació del riu Groc del 1887 | Xina             | 1887 |
| 500.000–700.000     | Inundació del riu Groc de 1938 | Xina             | 1938 |
| 231.000             | La fallada de la presa de Banqiao a causa el tifó Nina. Moriren aproximadament 86.000 persones a causa de la inundació i unes 145.000 més per les subsegüents epidèmies i fams. | Xina             | 1975 |
| 145.000             | Inundació del riu Iang-Tsé del 1935 | Xina             | 1935 |
| més de 100.000      | Inundació de Sant Fèlix, maror ciclònica | Holanda          | 1530 |
| 100.000             | Inundació d'Hanoi i Đồng Bằng Sông Hồng | Vietnam del Nord | 1971 |
| 100.000             | Inundació del riu Iang-Tsé del 1911 | Xina             | 1911 |

## Algunes grans inundacions recents
- Inundacions al Pakistan de 2010
- Inundacions a Leh de 2010
- Aiguats del 1982
- Pantanada de Tous (1982)
- Riuades de setembre de 1962 a Catalunya. Van deixar 617 morts al Vallès, el Barcelonès i el Baix Llobregat.[24]
- Gran Riuada de València del 1957